# Kubànskaia Step
Kubànskaia Step - Кубанская Степь (rus) és un possiólok del krai de Krasnodar, a Rússia. Es troba a la vora esquerra del riu Sukhoi Txelbas, afluent del riu Sredni Txelbas, tributari del Txelbas. És a 23 km al sud-oest de Kanevskaia i a 103 km al nord de Krasnodar.
Pertanyen a aquest possiólok el poble de Kalínino i el possiólok de Stepnoi.